# Åse, Viste, Barne och Laske domsagas tingslag
Åse, Viste, Barne och Laske domsagas tingslag var ett tingslag i Skaraborgs län.
Tingslaget bildades den 1 januari 1897 (enligt beslut den 28 juni 1889 och den 23 november 1894) genom av ett samgående av Åse och Viste tingslag, Barne tingslag samt Laske tingslag. 1971 upplöstes tingslaget och verksamheten överfördes till Lidköpings tingsrätt och Vara tingsrätt.
Tingslaget ingick i Åse, Viste, Barne och Laske domsaga, bildad 1864.

## Kommuner
Tingslaget bestod den 1 januari 1952 av följande kommuner:
- Essunga landskommun
- Grästorps landskommun
- Larvs landskommun
- Levene landskommun
- Ryda landskommun
- Tuns landskommun
- Vara köping
- Vedums landskommun

Tuns landskommun överfördes den 1 januari 1969 till Kinnefjärdings, Kinne och Kållands domsaga.

### Fotnoter
1. ↑   (PDF) Bidrag till Sveriges officiella statistik. A. Befolkningsstatistik Statistiska centralbyråns underdåniga berättelse för år 1900. Andra afdelningen: Areal och folkmängd för särskilda administrativa, judiciella och ecklesiastika områden jämte uppgifter om främmande trosbekännare. Stockholm: Statistiska centralbyrån. 1906. sid. 50. Arkiverad från originalet den 2 oktober 2014. https://www.webcitation.org/6T1dBOrTB?url=http://www.scb.se/H/BISOS%201851-1917/BISOS%20A%20Befolkning%201851-1910/Befolkning-A-1900-andra.pdf. Läst 2 oktober 2014 Arkiverad 11 november 2013 hämtat från the Wayback Machine.
2. ↑   (PDF) Folkräkningen den 31 december 1950, I, Areal och folkmängd inom särskilda förvaltningsområden m.m., Tätorter. Stockholm: Statistiska centralbyrån. 1952-05-19. sid. 77. Arkiverad från originalet den 1 oktober 2014. https://www.webcitation.org/6T09ZkyrB?url=http://www.scb.se/Grupp/Hitta_statistik/Historisk_statistik/_Dokument/SOS/Folkrakningen_1950_1.pdf. Läst 9 oktober 2014 Arkiverad 29 oktober 2013 hämtat från the Wayback Machine.